# Yasmine Mohammed
Yasmine Mohammed  (en arabe : يَاسَمِين مُحَمَّد), née le 24 août 1974 à Vancouver (Colombie-Britannique), est une femme de lettres et militante des droits de l'homme canadienne. 

## Famille et premier mariage
Yasmine Mohammed est née à Vancouver en 1974. Sa mère est égyptienne, et est une nièce de Mohammed Naguib, président du pays en 1953-1954. Son père est quant à lui originaire de Gaza. La famille est peu religieuse.
Lorsqu'elle a deux ans, son père quitte sa mère. Celle-ci, sans ressources et avec trois enfants à charge, cherche de l'aide auprès de la communauté musulmane locale, et rencontre un homme qui lui promet son soutien et dont elle devient la deuxième épouse alors que Yasmine a neuf ans. Sa mère devient une fondamentaliste religieuse et Yasmine est contrainte par la violence à mémoriser le Coran et porter le hidjab. Quand elle ne réussit pas à retenir les textes du Coran, elle est frappée par son beau-père. Sa mère ne s'oppose pas à ces violences. Elle sera en particulier pendue par les pieds voire victime d’agressions sexuelles.
À l'âge de 13 ans, par l'intermédiaire d'un enseignant, elle contacte la police à propos des violences qu'elle subit. En racontant ce passage de sa vie au cours de son entretien avec Sam Harris, elle explique que le juge canadien devant lequel l'affaire est arrivée a considéré qu'il n'avait pas à interférer avec le mode de vie d'une famille arabe,.
À 20 ans, Yasmine est mariée de force avec un homme dont elle apprendra par la suite qu'il est membre d'Al-Qaïda. Elle a de ce mariage une petite fille. Craignant que celle-ci ne soit soumise à une excision, elle quitte son mari avec sa fille et part vivre dans une autre ville sous une fausse identité. Elle reprend des études, en particulier en histoire des religions, et pour la première fois examine l'islam de façon critique.

## Engagement public
Yasmine Mohammed explique que le déclencheur de son action militante a été le débat opposant Sam Harris et Ben Affleck dans l'émission Real Time with Bill Maher en 2014. Voyant de nombreux utilisateurs sur Facebook soutenir Ben Affleck et qualifier Sam Harris de raciste, elle estime que la perception de l'islam en Occident, particulièrement par la gauche, est biaisée au nom du relativisme culturel et offre une protection au fondamentalisme. Elle pense que son parcours personnel lui donne à la fois la légitimité et le devoir de prendre la parole sur le sujet.
Son engagement public prend diverses formes :
- En 2017, auditionnée par la Chambre des communes du Canada, elle s'exprime contre l'introduction dans le droit canadien de la notion d'islamophobie, qui selon elle protège les doctrines religieuses et non les personnes[7].
- En 2018, elle lève de l'argent pour faciliter l'installation de Rahaf Mohammed, apostate saoudienne, au Canada[8].
- Elle est membre fondatrice de l'ONG free hearts, free mind, qui aide des personnes athées et LGBT dans le monde musulman[9].
- Elle publie un essai en 2019 : Unveiled : how western liberals empower radical Islam.
- Elle participe à de nombreux débats et conférences, et publie des tribunes dans la presse[3].

## Unveiled
Unveiled : how western liberals empower radical Islam est publié en 2019 chez Free Hearts, Free Minds, un éditeur à but non lucratif. L'ouvrage existe en livre de poche, en Livre numérique et en Livre audio. Il en existe plusieurs traductions, dont une en allemand, et depuis 2022, une en français[réf. non conforme]. Décrit par un critique comme une rencontre entre ma vie rebelle de Ayaan Hirsi Ali et la Servante écarlate de Margaret Atwood, l'ouvrage alterne entre témoignage personnel et essai politique.

## Citation
Sam Harris présente Yasmine Mohammed ainsi : 
« Women and freethinkers in traditional Muslim communities inherit a double burden. If they want to live in the modern world, they must confront not only the theocrats in their homes and schools, but many secular liberals--whose apathy, sanctimony, and hallucinations of "racism" throw yet another veil over their suffering. In Unveiled, Yasmine Mohammed accepts this challenge as courageously as anyone I've ever met, putting the lie to the dangerous notion that criticizing the doctrine of Islam is a form of bigotry. Let her wisdom and bravery inspire you. »
« Les femmes et les libres-penseurs issus des communautés musulmanes traditionalistes héritent d'un double fardeau. S'ils veulent vivre dans le monde moderne, ils doivent affronter non seulement les théocrates de leurs foyers et leurs écoles, mais aussi de nombreuses personnes laïques de gauche dont l'apathie, les préceptes moraux et l'obsession pour le racisme jettent un deuxième voile sur leurs souffrances. Dans Unveiled, Yasmine Mohammed accepte ce défi avec un courage que j'ai rarement rencontré, et fait mentir la dangereuse notion selon laquelle critiquer les doctrines de l'islam serait une forme d'intolérance. Que sa sagesse et son courage vous inspire. »

## Publications
- (en) Yasmine Mohammed, Unveiled : how western liberals empower radical Islam, 2019 (ISBN 978-1-9992405-0-9, 1-9992405-0-2 et 978-1-9992405-3-0, OCLC 1114267594, lire en ligne). Publié en anglais. Une traduction allemande existe également.